# Distrito de la Comarca de Leipzig
El Distrito de Leipziger Land (en alemán: Landkreis Leipziger Land) fue, entre 1994 y 2008 un Landkreis (distrito) al noroeste del land (estado federado) de Sajonia, en Alemania). Limitaba al norte con el distrito de Delitzsch y la ciudad independiente (kreisfreie Stadt) de Leipzig, al este con el distrito del Valle del Mulde, al sudoeste con el distrito de Mittweida, al sur con el land de Turingia (distrito de la Comarca de Altemburgo) y al oeste con el land de Sajonia-Anhalt (distritos de Burgenland, Weißenfels y Merseburg-Querfurt). La superficie del distrito es denominada como "Leipziger Neuseenland". La capital del distrito es la ciudad de Borna.
El distrito se estableció en 1994, por fusión de los antiguos distritos de Leipzig, Borna y Geithein, y fue absorbido el 1 de agosto de 2008 por el nuevo distrito de Leipzig, en el marco de una nueva reforma de la administración territorial de Sajonia.

## Composición del distrito
(Recuento de habitantes a 31 de diciembre de 2005)
| Ciudades 1. Böhlen (6985) 2. Borna (22 428) 3. Frohburg (7889) 4. Geithain (6347) 5. Groitzsch (8521) 6. Kitzscher (6053) 7. Kohren-Sahlis (3083) 8. Markkleeberg (23 806) 9. Markranstädt (15 301) 10. Pegau (4768) 11. Regis-Breitingen (4299) 12. Rötha (4057) 13. Zwenkau (8985) | Municipios 1. Deutzen (2061) 2. Elstertrebnitz (1522) 3. Espenhain (2685) 4. Eulatal (3594) 5. Großpösna (5622) 6. Kitzen (2014) 7. Lobstädt (2652) 8. Narsdorf (1874) 9. Neukieritzsch (3348) |